# Mike McKee (Eishockeyspieler)
Michael „Mike“ McKee (* 18. Juni 1969 in Toronto, Ontario) ist ein ehemaliger kanadischer Eishockeyspieler, der im Verlauf seiner aktiven Karriere zwischen 1988 und 1995 unter anderem 48 Spiele für die Nordiques de Québec in der National Hockey League auf der Position des Verteidigers bestritten hat. McKee wurde im NHL Supplemental Draft 1990 als Gesamterster ausgewählt.

## Karriere
McKee spielte zunächst vier Jahre von 1988 bis 1992 als Verteidiger an der renommierten Princeton University. Nachdem ihm am Ende der Saison 1989/90 der Sprung ins Second All-Star Team der Eastern College Athletic Conference, einer Liga der National Collegiate Athletic Association, gelungen war, wurde er im NHL Supplemental Draft 1990 an der ersten Gesamtposition von den Québec Nordiques ausgewählt. Der Kanadier blieb jedoch vorerst für zwei weitere Jahre am College und beendete sein Studium.
Zu Beginn der Saison 1992/93 wechselte McKee ins Profilager und spielte für die Greensboro Monarchs in der East Coast Hockey League und die Halifax Citadels in der American Hockey League, die ihm einen Vertrag angeboten hatten. Sein starkes Spiel machte die Scouts der Nordiques wieder auf ihn aufmerksam und so holten sie ihn zur Spielzeit 1993/94 wieder in die Organisation zurück. Er lief in der Saison sowohl für die Cornwall Aces in der AHL als auch für die Nordiques in der National Hockey League auf. Für Quebec bestritt er insgesamt 48 Spiele, in denen er drei Tore erzielte und zwölf vorbereitete. Nach weiteren 36 Spielen in der Saison 1994/95 bei den Cornwall Aces beendete er seine Karriere.

## Erfolge und Auszeichnungen
- 1990 ECAC Second All-Star Team

## Karrierestatistik
(Legende zur Spielerstatistik: Sp oder GP = absolvierte Spiele; T oder G = erzielte Tore; V oder A = erzielte Assists; Pkt oder Pts = erzielte Scorerpunkte; SM oder PIM = erhaltene Strafminuten; +/− = Plus/Minus-Bilanz; PP = erzielte Überzahltore; SH = erzielte Unterzahltore; GW = erzielte Siegtore; 1 Play-downs/Relegation; Kursiv: Statistik nicht vollständig)